# Fantasupermega/Godzilla - Gudzuki - Godzilla
Fantasupermega/Godzilla - Gudzuki - Godzilla è un singolo di  Nico Fidenco, pubblicato nel 1980.

## Descrizione
"Fantasupermega" è un brano musicale scritto e musicato da Nico Fidenco, su arrangiamento di Giacomo Dell'Orso con la partecipazione ai cori  del gruppo Il coro di bambini di Renata Cortiglioni. Il brano era la sigla del programma contenitore di cartoni animati della Hanna-Barbera Fanta Super Mega, trasmesso dalla Rete 1.
"Godzilla - Gudzuki - Godzilla" è un brano musicale scritto e musicato da Nico Fidenco, su arrangiamento di Giacomo Dell'Orso con la partecipazione ai cori  del gruppo Il coro di bambini di Renata Cortiglioni. Il brano era la sigla della serie animata di Hanna-Barbera Godzilla.